# Ranitz (Gemeinde Gurk)
Ranitz ist eine Ortschaft in der Gemeinde Gurk im Bezirk Sankt Veit an der Glan in Kärnten. Die Ortschaft hat 21 Einwohner (Stand 1. Jänner 2024).

## Lage
Die Ortschaft liegt nördlich oberhalb des Gemeindehauptorts Gurk auf dem Gebiet der Katastralgemeinde Gurk. Sie umfasst drei Häuser unmittelbar angrenzend an Gurk am Ranitzbach (Haus Nr. 1, Friedenheim Nr. 4, Nr. 7), am Hang nördlich davon in Streulage die Höfe Piendl oder Biendl (Nr. 2), Binder oder Binderhube (Nr. 3 und 5), Ranitzer (Nr. 12) und Haus Nr. 11, sowie den vom nordwestlichen Ortsrand von Gurk aus erreichbaren Amthofer (Nr. 6).

## Geschichte

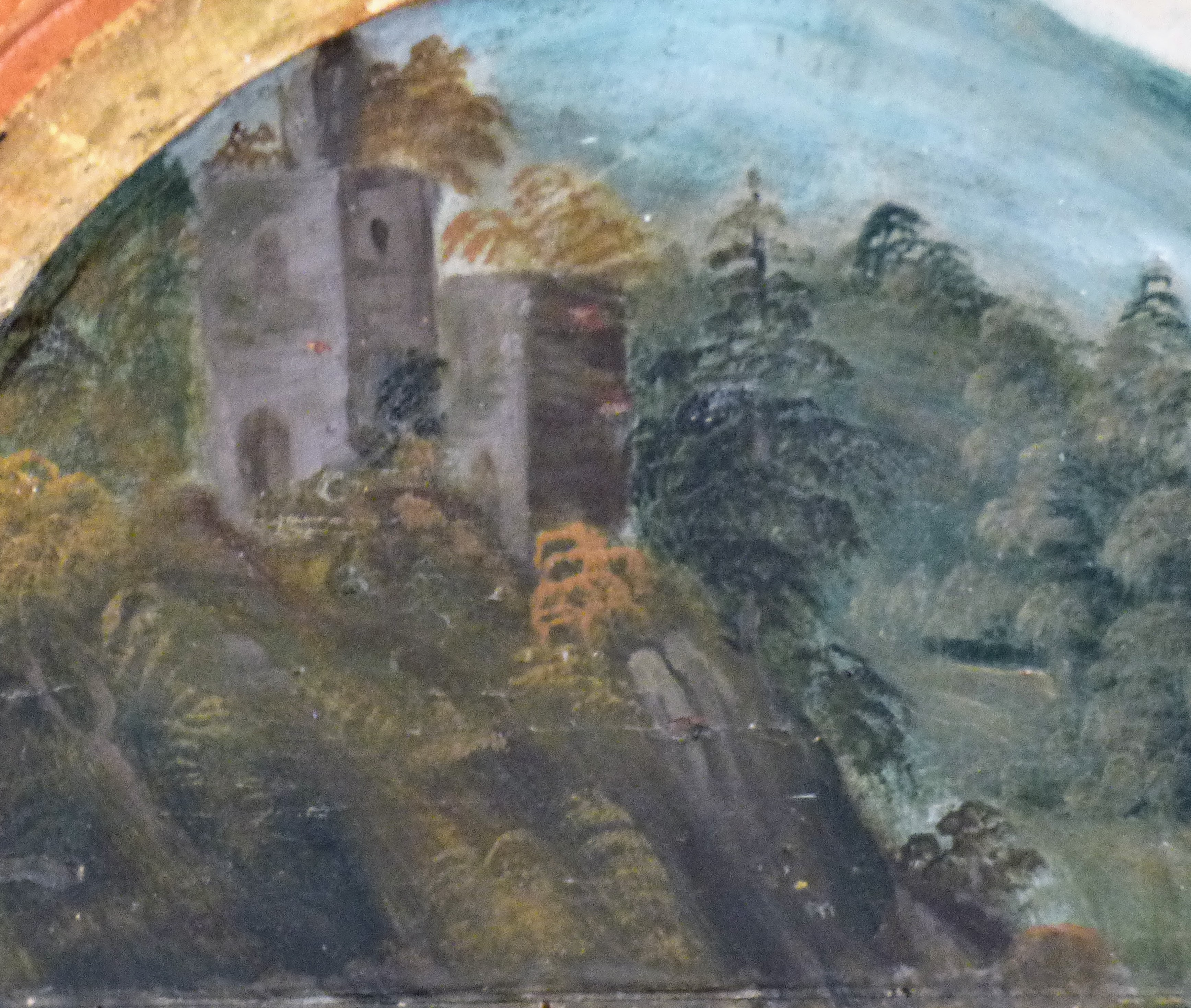
Burgruine Ranitz, auf einem in der Pfarrkirche Zweinitz erhaltenen Bild.

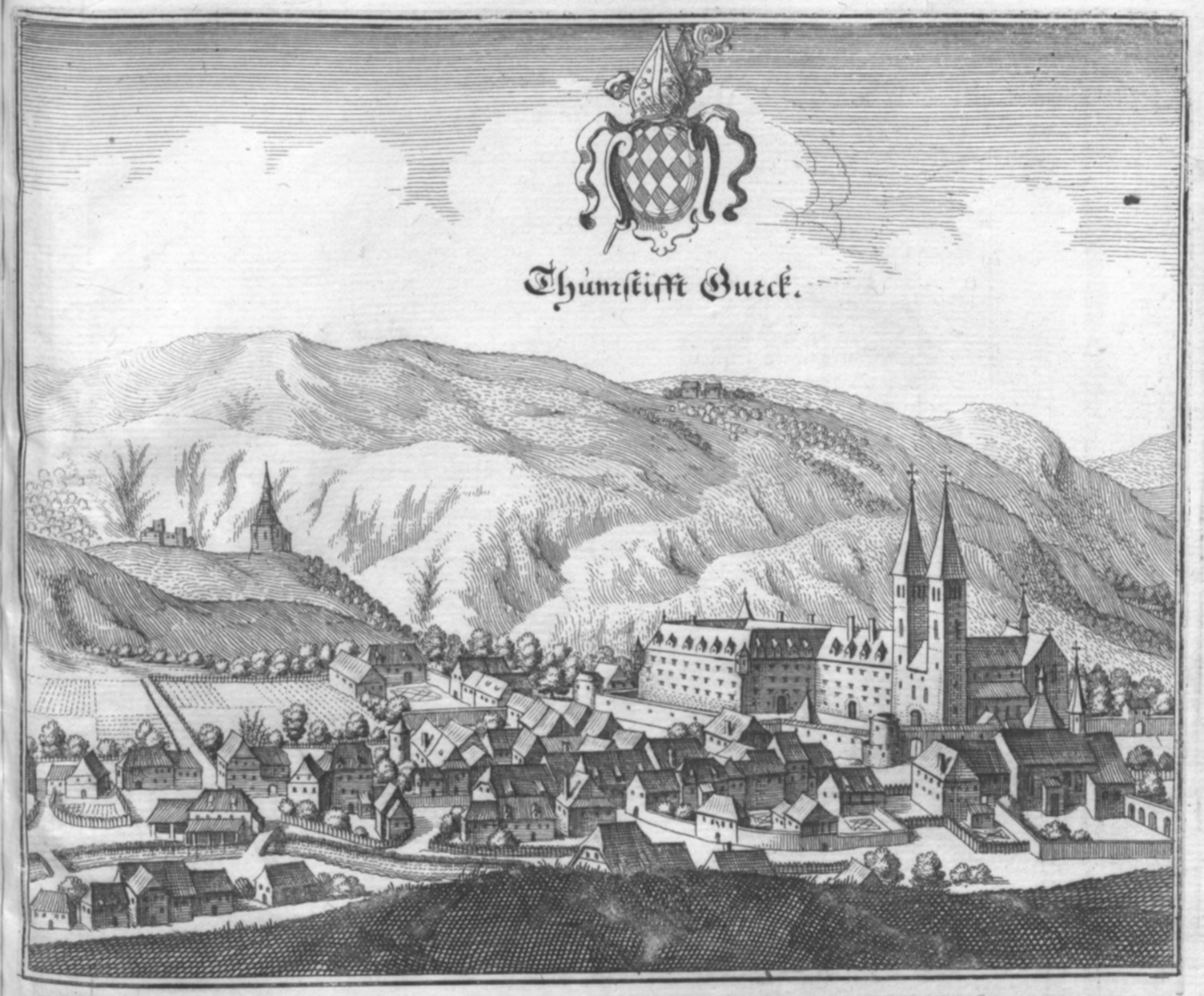
Ort Gurk (Merian, 1679). Links über dem Ort Ruine und Kapelle Ranitz.

Am Tonebühel, heute im Gebiet der Ortschaft Gurk, am Weg vom Stift Gurk zum heutigen Ort Ranitz, befand sich schon im 11. Jahrhundert die Burg Ranitz bzw. Gurkhofen. Im 18. Jahrhundert waren von ihr noch ein paar Mauerreste und eine verfallende Kapelle erhalten. Die Steine wurden 1808 beim Wiederaufbau des Ortes Gurk nach einem Brand verwendet.
Die Ortschaft Ranitz gehört seit Gründung der Ortsgemeinden Mitte des 19. Jahrhunderts zur Gemeinde Gurk.

## Bevölkerungsentwicklung
Für die Ortschaft ermittelte man folgende Einwohnerzahlen:
- 1869: 6 Häuser, 53 Einwohner[3]
- 1880: 6 Häuser, 40 Einwohner[4]
- 1890: 5 Häuser, 49 Einwohner[5]
- 1900: 5 Häuser, 52 Einwohner[6]
- 1910: 6 Häuser, 43 Einwohner[7]
- 1923: 6 Häuser, 35 Einwohner[8]
- 1961: 7 Häuser, 41 Einwohner[9]
- 2001: 9 Gebäude (davon 7 mit Hauptwohnsitz) mit 10 Wohnungen; 27 Einwohner und 3 Nebenwohnsitzfälle; 7 Haushalte; 0 Arbeitsstätten, 3 land- und forstwirtschaftliche Betriebe[10]
- 2011: 9 Gebäude, 20 Einwohner, 8 Haushalte, 0 Arbeitsstätten[11]
- 2021: 9 Gebäude, 21 Einwohner, 8 Haushalte, 4 Arbeitsstätten[12]